# Cistus conradiae
Cistus conradiae är en solvändeväxtart som beskrevs av J.-p. Demoly. Cistus conradiae ingår i släktet Cistus och familjen solvändeväxter. Inga underarter finns listade i Catalogue of Life.